# U Pana Boga za piecem
U Pana Boga za piecem – polski film fabularny z 1998 w reżyserii Jacka Bromskiego, pierwsza część tetralogii filmowej obejmującej również U Pana Boga w ogródku (2007), U Pana Boga za miedzą (2009) i U Pana Boga w Królowym Moście (2024).
Film był kręcony w podlaskiej dyskotece Panderoza, która znajduje się niedaleko Janowa.

## Fabuła

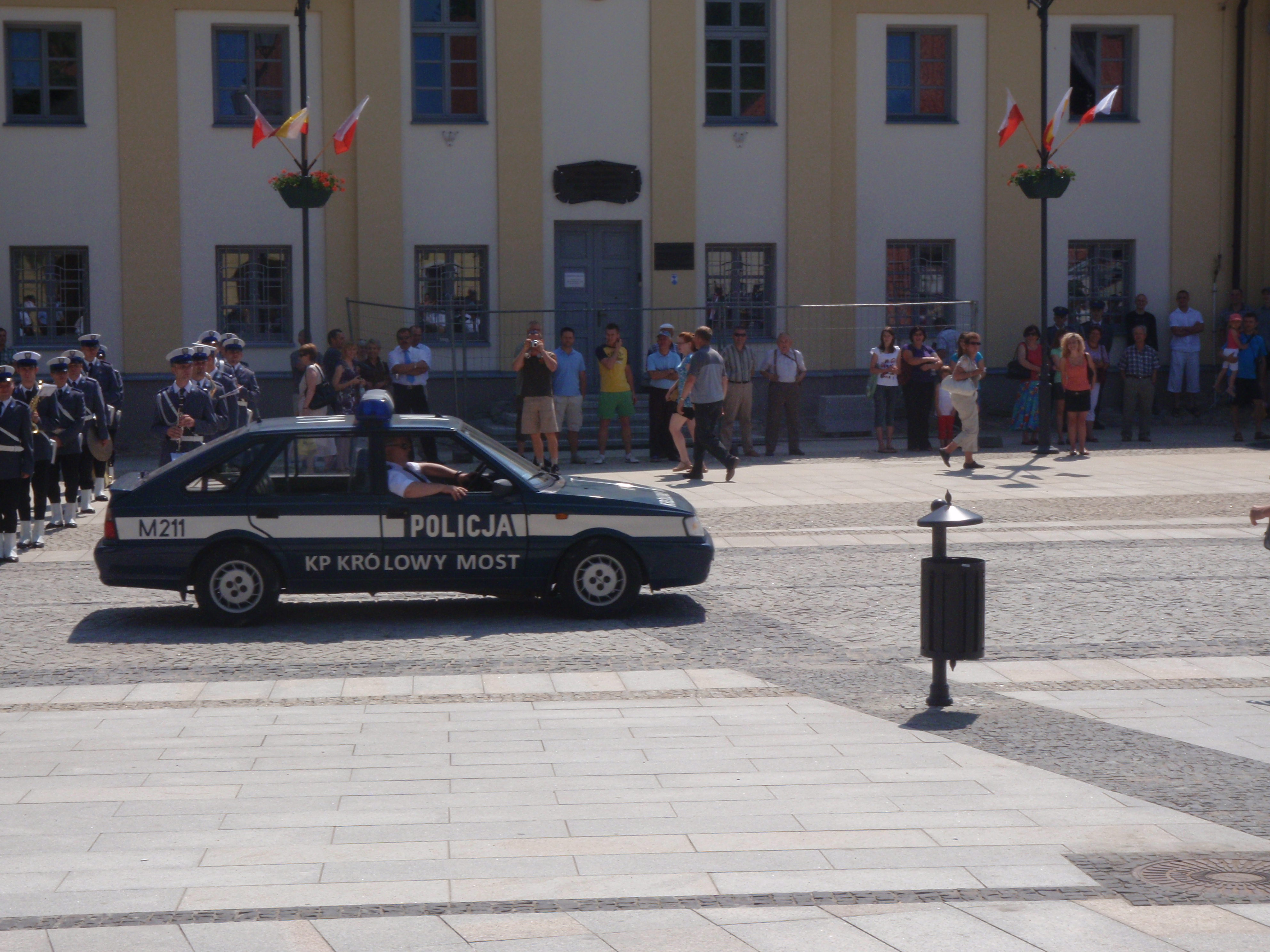
Filmowy Henryk - Andrzej Zaborski w radiowozie KP Królowy Most podczas obchodów święta policji w Białymstoku

Autobus, przewożący handlarzy z Białorusi, zostaje na Podlasiu zatrzymany przez członków ukraińskiej mafii, a jego pasażerowie sterroryzowani. Przestępcy żądają w lesie haraczu. Jedna z pasażerek, Marusia, nie chcąc złożyć okupu zostaje wysadzona na pobliskim przystanku autobusowym. Po wypadku spowodowanym przez tych samych członków mafii, w wyniku którego policyjny polonez ląduje w rowie, kobieta postanawia złożyć zeznania w posterunku Policji w Królowym Moście. Mimo złożenia zeznań postanawia pomieszkać w mieście parę dni, mając nadzieję na zwrócenie zabranych dolarów. Zostaje ugoszczona w organistówce, w pobliskiej parafii. Przy okazji poznaje Witka, organistę. Wiedząc, że niedługo będzie musiała opuścić Polskę, zobowiązuje się zaśpiewać „Ave Maria” na ślubie córki burmistrza Królowego Mostu.
W międzyczasie komendant Królowego Mostu prowadzi śledztwo przeciw bossowi ukraińskiej mafii, „Gruzinowi”. Po pewnym czasie namierza przestępcę, zastawia na niego pułapkę i odzyskuje pieniądze Marusi. Tym sposobem przepędza mafię z Królowego Mostu, narażając się jednocześnie proboszczowi tej miejscowości, gdyż w trakcie swej akcji postrzelił „Gruzina”. Marusia, odzyskawszy swe pieniądze, zamierza wrócić do rodzinnych stron, jednakże Witek, poznany organista, prosi ją o rękę. Ostatecznie Witek wraz z Marusią zostają w Królowym Moście.

## Obsada
- Ira Łaczina – Marusia
- Jan Wieczorkowski – Witek
- Krzysztof Dzierma – proboszcz
- Andrzej Zaborski – Henryk, komisarz Policji
- Ania Janowska – Tania
- Artur Krajewski – Sławek „Rudy”
- Alicja Bach – gospodyni ks. proboszcza
- Iwona Szczęsna – Jola, córka burmistrza, narzeczona „Rudego”
- Eliza Krasicka – Jadzia, żona komisarza
- Małgorzata Płońska – żona burmistrza
- Mieczysław Fiodorow – burmistrz
- Sylwia Janowicz-Dobrowolska – córka burmistrza
- Ewa Sierzputowska – córka burmistrza
- Ryszard Doliński – Śliwiak, właściciel dyskoteki „Panderoza”
- Babiker Artoli – cudzoziemiec,
- Władimir Abramuszkin – „Gruzin”
- Alicja Butkiewicz – ruda kobieta
- Piotr Damulewicz – pop Wasyl
- Jolanta Rogowska – matuszka
- Ludmiła Romantowska – sprzedawczyni
- Paweł Piotrowski-Aigner – policjant na konfrontacji
- Adam Zieleniecki – policjant
- Mirosław Wieński – policjant
- Paweł Szymański – policjant
- Krzysztof Pilat – policjant
- Mirosław Kowalczyk – policjant
- Marek Romantowski – policjant
- Dezydery Gałecki – kościelny
- Igor Stiepanow – bandyta
- Aleksander Chochłow – Prokop
- Ilja (Igor) Zmiejew – kierowca autokaru
- Beata Rynkiewicz – zakonnica
- Edyta Łukaszewicz-Lisowska – zakonnica
- Iwona Mirosław – pasażerka autobusu
- Waldemar Dolecki – pasażer autobusu
- Alina Skiepko-Gielniewska – pasażerka autobusu

## Nagrody
- publiczności na festiwalach w Chicago (1998) i w Słupcy k. Konina (1999)
- Brązowe Grono na Lubuskim Lecie Filmowym w Łagowie (1998)
- Brązowy Granat na Festiwalu Filmów Komediowych w Lubomierzu (1999)
- siedem nagród na 23. Festiwalu Polskich Filmów Fabularnych w Gdyni